# Jonathan Tunick
Jonathan Tunick (Nueva York, 19 de abril de 1938) es un orquestador, compositor y director de orquesta estadounidense, ganador de los cuatro premios más importantes de la industria del entretenimiento en Estados Unidos: Premios Emmy, Premios Grammy, Premios Óscar y Premios Tony. Es conocido por orquestar las obras de Stephen Sondheim, su colaboración comenzó en 1970 con Company y continuó hasta la muerte de Sondheim, en 2021.

## Biografía
Tunick graduó de la Escuela Primaria Hunter College, la Escuela Secundaria de Artes Escénicas LaGuardia, y tiene títulos de Bard College y Escuela Juilliard.
Gran parte de su trabajo ha surgido de su participación en el teatro, y se le asocia especialmente con los musicales de Stephen Sondheim. Ha trabajado como arreglista y/o director en grabaciones con Judy Collins, Kiri Te Kanawa, Brian Asawa, Sir Neville Mariner, Itzhak Perlman, Plácido Domingo, Johnny Mathis, Barbra Streisand, Paul McCartney, and Bernadette Peters. En su reseña de la grabación de Bernadette Peters, Bernadette Peters Loves Rodgers and Hammerstein (Angel Records, 2002), John Kenrick opinó que Tunick hacía arreglos brillantes. Tunick ganó el premio Grammy como "Mejor arreglo instrumental acompañante de vocalista (s) / Mejor arreglo de fondo" por su trabajo en la canción "No One Is Alone" de Cleo Laine.
Tunick ganó el primer Premio Tony a las mejores orquestaciones que fue otorgado, en 1997, por Titanic. Además de los otros premios, ganó el Drama Desk Award for Outstanding Orchestrations tres veces y ganó un Drama Desk Special Award en 1982. Tunick fue incluido en el Salón de la Fama del Teatro Americano en enero de 2009.

## Vida personal
Tunick está casado con la actriz Leigh Beery.

## Trabajos

### Escenarios
Sources - AllMusic; Internet Broadway Database
|  | - Take Five (composer: "Gristedes," "The Pro Musica Antiqua")(Julius Monk Revue) - 1957 - From A to Z - 1960 - All in Love - 1961 - Promises, Promises - 1968 - Here's Where I Belong - 1968 - Dames at Sea - 1969 - Company - 1970 - The Grass Harp - 1971 - Follies - 1971 - MASS - 1971 - The Selling of the President - 1972 - Sondheim: A Musical Tribute - Concert - 1973 - A Little Night Music - 1973 - Smith - 1973 - A Chorus Line - 1975 ("Opening," "Nothing," "At The Ballet," "...And," "What I Did For Love") - Goodtime Charley - 1975 - The Frogs - 1975 - Pacific Overtures - 1976 - Ballroom - 1978 - Sweeney Todd - 1979 - Merrily We Roll Along - 1981 - Nine - (musical supervisor and orchestrations) 1982 - Alice in Wonderland - (musical supervisor) 1982 - Baby - 1983 - Dance a Little Closer - 1983 - The Wind in the Willows - (musical supervisor) 1985 - Into the Woods - 1987 - Nick & Nora - 1991 - Phantom - 1992 - A Grand Night for Singing - 1993 - Company (re-orchestrated) - 1993 - Sweeney Todd (re-orchestrated) - 1993 - Passion - 1994 - The Petrified Prince - Public Theater 1994 - Patti LuPone on Broadway - Walter Kerr Theatre Concert 1995 - Company - 1995 | - A Funny Thing Happened on the Way to the Forum (re-orchestrated; originals by Sid Ramin and Irwin Kostal) - 1996 - Martin Guerre - 1996 - Into the Woods - 1997 - Titanic - 1997 - Saturday Night - 1999 - Minnelli on Minnelli - (orchestrations) Palace Theatre Concerts 1999 - Marie Christine - 1999 - Putting It Together - 1999 - Napoleon - 2000 - Follies (re-orchestrated) - 2001 - Into the Woods (re-orchestrated) - 2002 - Elaine Stritch At Liberty - 2001 - Nine - (re-orchestrated) 2003 - 110 in the Shade (re-orchestrated from Hershy Kay's originals) - 2003 - The Frogs (re-orchestrated & expanded) - 2004 - Pacific Overtures - (re-orchestrated) 2004 - The Color Purple - 2005 - A Chorus Line - (re-orchestrated) 2006 - The Apple Tree - (re-orchestrated from Eddie Sauter's originals) 2006 - 110 in the Shade - (re-orchestrated from Hershy Kay's originals) 2007 - Lovemusik - 2007 - A Catered Affair - 2008 - Road Show - 2008 and 2003 - The Story of My Life - 2009 - Oklahoma! - (re-orchestrated from Robert Russell Bennett's originals) 2009 - Bye Bye Birdie - (re-orchestrated from Robert Ginzler's originals) 2009 - Paradise Found - 2010 - Some Lovers - Old Globe Theatre 2011 - Sweeney Todd (re-orchestrated) - 2012 - Passion (re-orchestrated) - 2013 - A Gentleman's Guide to Love and Murder - 2013 - Waterfall - Pasadena Playhouse 2015 - Dames at Sea (re-orchestrated) - 2015 - Cabin in the Sky - Encores! 2016 - Carousel - (re-orchestrated from Don Walker's originals) 2018 |

### Filmografía
Sources - AllMusic; Internet Movie Database
- The Twelve Chairs - 1970 - musical director, orchestrator
- Blazing Saddles - 1974 - orchestrator
- Young Frankenstein - 1974 - orchestrator
- The Adventure of Sherlock Holmes' Smarter Brother - 1975 - orchestrator
- A Little Night Music - 1977 - composer orchestrator, conductor (winner, Academy Award)
- Columbo: Murder Under Glass - 1978 - (television) - composer, conductor
- Flying High - 1978 - (television) - composer, conductor
- 3 by Cheever: "O Youth and Beauty", "The Sorrows of Gin" and 3 by Cheever: The 5:48 - 1979 - (television) - composer, conductor
- Rendezvous Hotel - 1979 - (television) - composer, conductor
- Swan Song - 1980 - (television) - composer, conductor
- Blinded by the Light - 1980 - (television) - composer, conductor
- The Jilting of Granny Weatherall - 1980 - (television) - composer, conductor
- Fort Apache the Bronx - 1981 - composer, conductor
- Endless Love - 1981 - composer, conductor
- Reds - 1981 - orchestrator
- The Shady Hill Kidnapping - 1982 - (television) - composer, conductor
- Night of 100 Stars - 1982 - (television) - music arranger
- Sweeney Todd - 1982 - (television) - orchestrator
- Alice in Wonderland - 1983 - (television) - composer, conductor
- I Am the Cheese - 1983 - composer, conductor
- Murder, She Wrote - 1984 - (television) - series composer, conductor
- Concealed Enemies - 1984 - (television) - composer, conductor
- Brotherly Love - 1985 - (television) - composer, conductor[21]
- Steven Spielberg's Amazing Stories - 1985 - (television) - series composer, conductor
- The B.R.A.T. Patrol - 1986 - (television) - composer, conductor[22]
- American Masters - 1986 - (television) - composer (theme only)
- You Ruined My Life - 1987 - (television) - composer, conductor
- Into the Woods - 1991 - (television) - orchestrator
- Sondheim: A Celebration at Carnegie Hall - 1993 (televised) (concert in 1992) - (television) - orchestrator[23]
- The Last Good Time - 1994 - composer, conductor
- The Birdcage - 1996 - music arranger and adapter, composer, conductor
- Hey, Mr. Producer! The Musical World of Cameron Mackintosh - 1998 - (television) - orchestrator
- The Fantasticks - 2000 - music adaptor and arranger, conductor
- Find Me Guilty - 2006 - composer, conductor
- Sweeney Todd (Tim Burton film) - 2007 - music adaptor and orchestrator
- Into the Woods - 2014 - orchestrator
- Beauty and the Beast - 2017 - orchestrator

## Reconocimientos y premios
Sources - Sondheim Guide; Internet Broadway Database
- 1977 Academy Award - Original Song Score and Its Adaptation or Adaptation Score - A Little Night Music[24]
- 1982 Emmy Award - Outstanding Achievement in Music Direction - Night of 100 Stars[25]
- 1988 Grammy Award - Best Instrumental Arrangement, "No One Is Alone", performed by Cleo Laine[26]
- 1994 Drama Desk Award for Outstanding Orchestrations - Passion[27]
- 1997 Tony Award - Best Orchestrations for Titanic[28]
- 1997 Drama Desk Award for Outstanding Orchestrations - Titanic
- 2007 Drama Desk Award for Outstanding Orchestrations - Lovemusik[29]